# Witte rouwbij
De witte rouwbij (Melecta luctuosa) is een insect uit de familie Apidae (Bijachtigen) en de onderfamilie Apinae.

## Verspreiding
Deze koekoeksbij was vroeger in Zuidoost-Nederland en Midden-België vrij algemeen. Met name door het zo goed als verdwijnen van de gastheer, de sachembijen (Anthophora), verdween de witte rouwbij halverwege de jaren 60 uit Nederland. In 2000 werd de soort echter weer teruggevonden op de Sint-Pietersberg. Van de gastheersoorten komt echter alleen Anthrophora retusa, de zwarte sachembij, nog zeldzaam voor in Nederland. De witte rouwbij komt voor op de Nederlandse Rode Lijst Bijen) als zeer zeldzaam.

## Herkenning
De witte rouwbij wordt 12 tot 15 mm lang en is goed te herkennen aan de sneeuwwitte haarvlekken op de zijkanten van de achterlijfssegmenten en de poten. Dit in combinatie met de gedeeltelijk zwarte en gedeeltelijk grijze beharing van kop en borststuk maken de witte rouwbij onmiskenbaar.

## Levenswijze
De soort is een solitaire bij, die als broedparasiet de eieren afzet in het nest van bijen van het genus Anthophora (de sachembijen), vooral Anthophora aestivalis, maar ook Anthophora plagiata. Anthophora plumipes wordt niet als gastheer gebruikt. Door de associatie met sachembijen komt de witte rouwbij voor langs leem- en lösswanden, waar de gastheer haar nestplaatsen heeft. De soort vliegt van begin april tot begin juli.